# Al Salaam Boccaccio '98 (schip, 1970)
De Al Salaam Boccaccio '98 (Arabisch: عبارة السلام 98) was een Egyptische veerboot die op 3 februari 2006 zonk tijdens een vaart van Duba in Saoedi-Arabië naar Safaga in Egypte. Het schip had 1401 opvarenden, waarvan 1305 passagiers en 96 bemanningsleden. 387 mensen konden worden gered, 1014 mensen verdronken in de Rode Zee.

## Geschiedenis van het schip

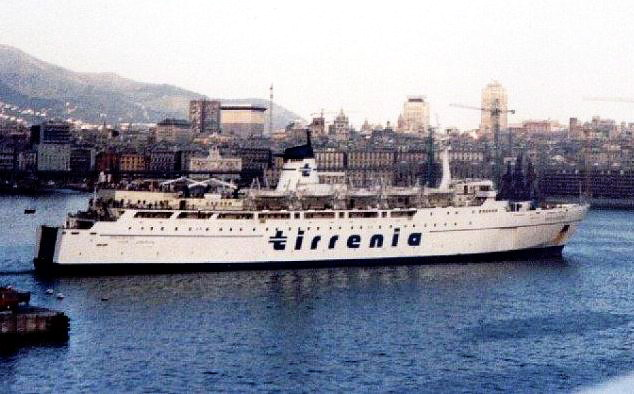
De Boccaccio in dienst van Tirrenia in Italië

De Al Salaam Boccaccio '98 werd gebouwd in 1970 door het Italiaanse bedrijf Italcantieri. Het schip was geregistreerd onder IMO-nummer 6921282 en droeg oorspronkelijk de naam Boccaccio. Die had het gekregen toen het nog in Italiaans bezit was en haar thuishaven het voormalige Monfalcone was. Het schip had haar naam te danken aan de dichter Giovanni Boccaccio. Nadat het schip op 30 juni 1970 werd opgeleverd, diende het als veerboot tussen Italië en Tunesië.
De Boccaccio had een totale lengte van 130,99 meter. Het had een breedte van 23,60 meter en een maximale diepgang van 5,57 meter. Het schip kon een maximum van 19 knopen varen, en had een vermogen van 16.560 kW. Oorspronkelijk was er op de veerboot plaats voor 200 auto's en 500 personen.
In 1991 herbouwde het Italiaanse bedrijf INMA de Boccaccio in La Spezia. Er werden maar liefst vier nieuwe dekken op het schip aangebracht, waarvoor de structuur sterk verstevigd moest worden, maar waarna het schip 1487 mensen kon dragen. De diepgang was uitgebreid tot 5,90 meter (het schip kwam 33 centimeter dieper in het water te liggen) en het maximale tonnage werd 11.799.
In 1997 werd het schip door Italië buiten gebruik gesteld en in 1999 werd de Boccaccio opgekocht door het Egyptische bedrijf El Salam Maritime Transport (dat in het hele Midden-Oosten actief is), uit Caïro. Dit bedrijf hernoemde het schip tot Al Salaam Boccaccio '98, ofwel Salaam 98, en maakte het onderdeel van de Al-Salam poeti ferries. De officiële eigenaar is Pacific Sunlight Marine Inc. in Panama. Vanaf 2001 verhuurde Egypte de Boccaccio aan een ander bedrijf, dat de boot tussen Genua en Tunis inzette. In 2002 kwam het in de vaart tussen Savona en Tanger en in 2004 kreeg het een route tussen Beiroet en Ancona. Pas in 2005 kwam de Boccaccio terug bij El Salam Maritime en kreeg het voor het eerst een route in de Rode Zee, waar het in februari 2006 kapseisde.
Dit schip, en de vier andere in de 'Poeti'-klasse zouden in 2010 worden afgeschreven, maar na de ramp met de Al Salaam Boccaccio '98 werden alle drie overgebleven schepen van de klasse versneld aan een Indische sloper verkocht (één was al eerder in 2002 uitgebrand gezonken).

## Ramp
Op 3 februari om 00:58 (CET) werd er vanuit de controlekamer van de RAF Kinloss in Schotland vanaf de satelliet een probleem in de Rode Zee gedetecteerd. Op 2 februari om ongeveer 23:00 uur (CET) bleek het contact met de Salaam 98 al verloren te zijn en het schip zelf had een noodoproep gedaan bij een ander schip dat de Rode Zee overstak (de Saint Catherine). Pas om ongeveer 8:00 (CET) werden de Egyptische autoriteiten door de eigenaar van de boot, El Salam Maritime, ingeschakeld en om 8:45 kregen zij te horen dat het schip vermoedelijk was gezonken. De Egyptische luchtmacht besloot hierop helikopters over de vaarroute van het schip te laten surveilleren om de situatie van de boot te bekijken. Vanuit deze helikopters was geen schip te zien, dat bleek inderdaad te zijn gezonken, maar werden enkele honderden drenkelingen gevonden. Aanvankelijk werden 314 overlevenden aangetroffen en werden 185 lijken geborgen. De meeste overlevenden zaten op reddingsbootjes. Later werden er nog 73 mensen levend in de Rode Zee aangetroffen.
Groot-Brittannië stuurde de HMS Bulwark, die in de buurt was, naar de locatie van de ramp om te helpen met het bergen. Dit schip arriveerde anderhalve dag na de ramp. Israëlische bronnen meldden dat er ook van Israëlische zijde hulp werd aangeboden, deze hulp zou echter zijn geweigerd. De Amerikaanse maritieme hulp met een P-3 Orion-vliegtuig werd wel geaccepteerd.
De groep passagiers van de Boccaccio ten tijde van de ramp bestond uit 1289 Egyptenaren (waarvan 96 personeelsleden), 99 Saudiërs, zes Syriërs, iemand uit de Verenigde Arabische Emiraten, een Palestijn, een Indonesiër, een Soedanees, een Filipijn, een Jemeniet en een Canadees. De meeste hiervan waren pelgrims die terugkwamen van de hadj in Mekka. Er waren ook 220 auto's aan boord. De nabestaanden van de overledenen hebben van de Egyptische regering $5200,- aan schadeloosstelling gekregen, de overlevenden van de ramp kregen ieder $2600,-.

### Oorzaak

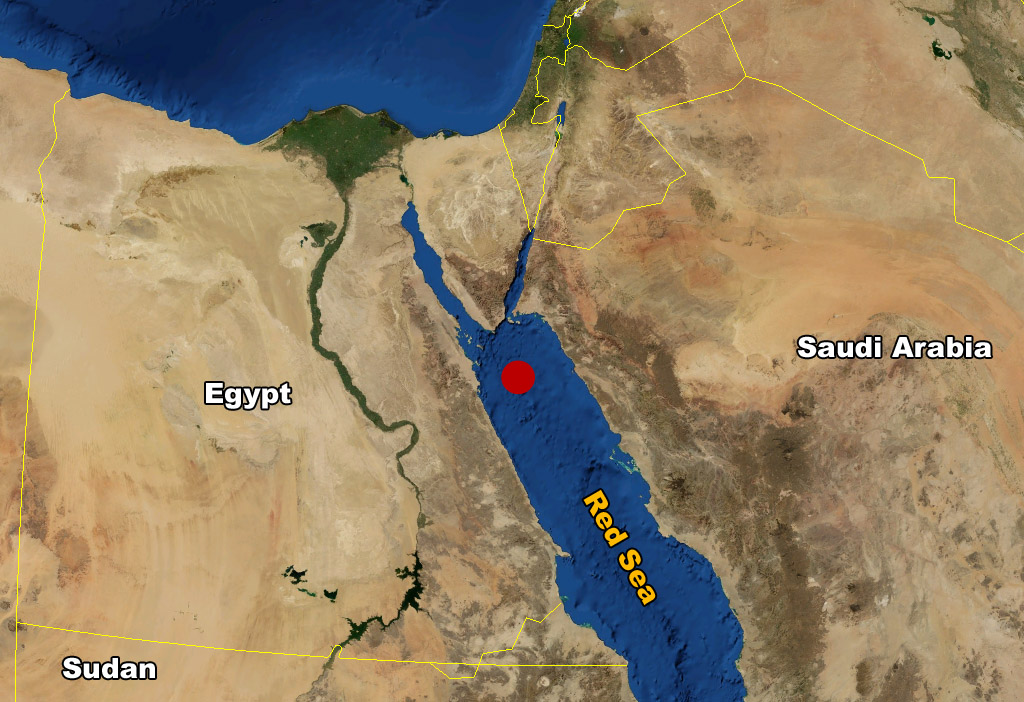

Volgens overlevenden was al twee uur na het vertrek brand uitgebroken in de machinekamer. De bemanning had de passagiers verzekerd dat alles onder controle was en besloot door te varen, drie uur later maakte het schip echter slagzij en zonk het. Rani Kamal, de derde officier op het schip, heeft tegenover het Arabische nieuwskanaal al-Arabiya verklaard dat de veerboot zonk vanwege bluswerkzaamheden. Bluswater stroomde de car deck in (...) en ging aan één kant staan. Er bleef net zo lang water bijkomen totdat het schip plotseling kapseisde. Dit suggereert dat de hoeveelheid bluswater dusdanig was, dat het hierdoor veroorzaakte vrije vloeistofoppervlak de stabiliteit van het schip enorm heeft verminderd.
Minister Mohamed Loufty Mansour van Verkeer en El Salam Maritime verklaarden dat het schip aan alle veiligheidseisen voldeed. Het weer ten tijde van de ramp was ruw, het stormde, maar over het algemeen niet ongeschikt voor de scheepvaart. Het waaide 45 knopen.

### Rellen
In de Egyptische badplaats Hurghada zijn na de ramp diverse malen rellen uitgebroken, omdat familieleden van de slachtoffers niet tevreden waren met de manier waarop zij door de Egyptische overheid zijn behandeld. Zo ontstond er op 3 februari woede toen schoonmakers de straten van Hurghada schoon moesten vegen zodat president Mubarak een bezoek kon brengen aan de plaats. De familieleden vonden dat de politie meer aandacht besteedde aan het imago van Hurghada en Egypte, dan aan de slachtoffers van de ramp. Ook waren de mensen woedend over het feit dat zij, ondanks het feit dat zij enkele dagen buiten hebben gewacht, geen enkele verzorging kregen in de zin van voedsel. Bovendien hebben mensen een dag moeten wachten voor zij hun overlevende familieleden terug mochten zien. Sommigen van de relschoppers bestormden het hoofdkantoor van El Salam Maritime. Zij werden door de Mobiele Eenheid met behulp van traangas verdreven.
De rellen hebben alleen materiële schade veroorzaakt.